# Жена у огледалу
Жена у огледалу (шп. La mujer en el espejo) колумбијско-америчка је теленовела, продукцијске куће Телемундо, снимана током 2004. и 2005.
У Србији је емитована 2007. на Фокс телевизији.

## Синопсис
Хулијана Солер одувек је осећала да ће је самоћа пратити читавог живота, а да је љубав осећање које јој никада неће бити узвраћено. Све због тога што је, упркос својој једноставности и памети — ружна. Међутим, судбина ће јој дати прилику да се нађе у кожи лепотице, захваљујући покојној тетки Мерседес, која јој, уз помоћ чаролије магичног огледала омогућава да буде прелепа жена. Ипак, чини делују само дању, док се ноћу Хулијана поново претвара у ружно паче. Притом, мора да пази да нико током дана не ухвати њен одраз у огледалу, јер у њему неће видети лепотицу. Од тренутка када пристане да буде лепотица током дана и ругоба током ноћи, Хулијана почиње да води двоструки живот.
Под именом Марица Ферер долази у компанију породице Мути, где буди завист и љубомору запослених, али истовремено проналази и љубав у заводнику Маркосу, усвојеном сину власника компаније Габријела Мути. Хулијана ни не слути да је богати магнат у ствари њен отац, због чега њена мајка, бивша мисица Рехина, не одобрава њену одлуку да се запосли у престижној козметичкој компанији.
Кријући се у телу заносне Марице, Хулијана ће се суочити са сплеткама зле Барбаре Монтесинос, амбициозне и бескрупулозне жене, која уз помоћ свог љубавника Алберта жели да се докопа богатства Мутијевих, због чега се удаје за Габријела и постаје Маркосова маћеха. Свесна да би Марица могла да јој угрози планове, смешта јој замку — увлачи је у страшну превару, због чега је Марица принуђена да бежи, желећи да избегне затвор. Међутим, током бега доживљава саобраћајну несрећу, након чега је проглашена мртвом. Истовремено, њена мајка игром случаја уништава магично огледало, чиме убија чаролију, па Хулијана више нема могућности да постане Марица. Недуго затим, Хулијана се удаје за богатог човека, који умире убрзо након венчања. Његова удовица наследница је огромног богатства, које користи да би купила већину акција компаније Мути. Јача него икада, враћа се планирајући освету против оних који су покушали да је униште. Међутим, у дубини душе, она само жели Маркосову љубав, који ће морати да научи да је воли, упркос њеном изгледу.

## Улоге
| Глумац:                    | Улога:                                      |
| -------------------------- | ------------------------------------------- |
| Паола Реј                  | Хулијана Солер / Марица Ферер               |
| Хуан Алфонсо Баптиста      | Маркос Мути                                 |
| Габријела Вергара          | Барбара Монтесинос де Мути                  |
| Кристина Лили              | Рехина Солер                                |
| Хавијер Гомес              | Габријел Мути                               |
| Наташа Клаус               | Лусмила Аребато                             |
| Сандра Белтран             | Антонија Мути                               |
| Росана Фернандез Малдонадо | Ксиомара Карвахал                           |
| Пауло Кеведо               | Алберто Гутјерез                            |
| Глорија Гомез              | Мерседес                                    |
| Андрес Фелипе Мартинез     | Пако Тапија                                 |
| Раул Гутјерез              | Кајетано Ромеро                             |
| Себастијан Боскан          | Педро Бараха                                |
| Педро Морено               | Нино Рабато                                 |
| Алфредо Анхерт             | Чарли                                       |
| Наталија Бедоја            | Ђинђер                                      |
| Леонејла Гонзалез          | Чела                                        |
| Виктор Родригез            | Хуанко                                      |
| Марсело Букет              | Хуан Тобијас Фонсека                        |
| Хулио дел Мар              | Нестор Фонсека                              |
| Дидијер Ван Дер Хове       | Хавијер Росалес                             |
| Марија Аделајда Пуерта     | Алтамира                                    |
| Олга Салгадо               | Алтаграсија                                 |
| Патрисија Кастањеда        | Жисел                                       |
| Педро Рода                 | Армандо                                     |
| Андреа Виљареал            | Кастањеда                                   |
| Ксилена Ајкарди            | Барбара Монтесинос де Мути (са новим лицем) |